# والتر كيني
والتر كيني (بالإنجليزية: Walter Stanley Keane)‏ هو مزور فني ‏ أمريكي، ولد في 7 أكتوبر 1915 في لنكن في الولايات المتحدة، وتوفي في 27 ديسمبر 2000 في إنسينيتاس في الولايات المتحدة.